# ماري إف إيستمان
الأمريكية ماري إف إيستمان معلمة ومحاضرة وكاتبة ومنادية بحق المرأة في الاقتراع. وُلدت في لويل في ماساتشوستس، وأقامت في تويكسبيري لسنوات عدة. درست في ثانوية ومدرسة إعداد المدرسين للبنات (هاي آند نورمال سكول فور غيرلز) في بوسطن، ذهبت بعد ذلك بناءً على طلب هوراس مان إلى أوهايو لمساعدته في التعليم في أنتيوتش كوليدج. كانت من أوائل المؤهلين لتدريس ومراقبة طلاب المدرسة الشتوية في لويل. عملت لاحقًا مدرّسة في تشارلزتاون وسمرفيل بولاية ماساتشوستس. رأت إيستمان أن الاقتراع هو الطريق السريع نحو كل الإصلاحات الأخرى. يتذكر العالم إيستمان ببراعتها في إلقاء المحاضرات حول حقوق المرأة.

## النشأة والتعليم
ولدت ماري إيستمان في لويل بولاية ماساتشوستس. كانت الطفل الثالث لغاردنر كيمبول إيستمان وماري فلاندرز إيستمان. توفي شقيقاها في الطفولة. كانت أختها هيلين إيستمان (وفاة 1902)، أصغر منها بسنتين، ورافقتها مدى الحياة.
عائلتا إيستمان وفلاندرز، اللتان انحدرت منهما الآنسة إيستمان، من أصل إنجليزي. كان ممثلوهم الأوائل في الولايات المتحدة من أوائل الذين استقروا في سالزبوري في ماساتشوستس، نحو 1640. ولد أبوها غاردنر كيمبول إيستمان في بوسكاوين في نيو هامبشاير. وذكر كتاب «أنساب عائلة إيستمان في أمريكا»، بقلم غاي سكوبي ريكس، إنه سُمي«بونَس». وُلدت والدتها ماري فلاندرز في وارنر في نيو هامبشير، أبوها فيليب فلاندرز. كان والداها كونييَن، دون أن ينتميا إلى الكنيسة.
كانت إيستمان طالبة مجدة، طلبت ذات مرة من ابن عمها الأكبر وشقيقها شرح الألغاز التي اكتشفتها في أثناء دراستها الفائدة و«قاعدة الثلاث». ردا بأنهما شعرا بالخجل من أن فتاةً أرادت دراسة الفائدة. تلقت إيستمان التعليم في مرحلة الطفولة بشكل رئيسي في المدارس العامة في لويل، واستكملت نواقص تلك المدارس العامة عبر الالتحاق بفصول الرسم وركوب الخيل والرقص الخاصة، ولاحقًا بجمباز لويس. وأنهت الدراسة العامة في ثانوية ممتازة ومعهد للشابات. أدت رغبتها الشديدة في الحصول على التدريب العقلي الأساسي الذي يمكن لفتاة الحصول عليه، وبناءً على نصيحة معلمها المفضل، إلى التحاقها بمدرسة لإعداد المدرسين في وست نيوتن في ماساتشوستس. وجدت فيها ما أرادته بشأن جودة التعليم. وكفل هذا لها الحصول على عمل في التدريس.

## العمل

### معلمة وكاتبة
بعد تخرجها من مدرسة لويل الثانوية، دُعيت على الفور لتولي إدارة المدرسة الثانوية في بروكفيلد في ماساتشوستس. حين افتتحت أنتيوتش كوليدج في أوهايو بإدارة هوراس مان، حث مان الآنسة إيستمان وزميلًا لها في مدرسة إعداد المدرسين على الالتحاق بصفة تلاميذ. على الرغم من تقديرهما الكبير لمان، شعر والدا الآنسة إيستمان أن أوهايو بعيدة جدًا. بعد أن أصبحت معلمة، دعاها الرئيس مان للعمل مدرّسة في الصفوف التحضيرية للكلية، مع تلاميذ كبار، معظمهم أكبر من إيستمان. واصلت إيستمان هذا العمل حتى قرب رحيل مان.
بناءً على توصية مان قبل وفاته، دعاها الوزير دومينغو فاوستينو سارمينتو، الذي كان ممثل جمهورية الأرجنتين في الولايات المتحدة، لتولي مهمة إيجاد نظام مدارس في جمهورية أمريكا الجنوبية يشابه بشكل جوهري نظام نيو إنغلاند. رفضت إيستمان ذلك العمل المهم نظرًا لشبابها وقلة خبرتها. عندما عادت إلى نيو إنغلاند، تولت إدارة قسم الإناث في مدرسة لويل الثانوية، حيث درست، وكان في ذلك الحين يضم نحو 200 تلميذة. بعد أربع سنوات من العمل، استقالت وتولت إدارة معهد للشابات في ميدفيل في بنسلفانيا، كان هبةً قدمتها عائلة هيديكوبر. خلال إقامتها التي دامت سبعة أعوام، مكثت إيستمان في منزل السيد والسيدة ألفريد هيديكوبر.
بعد فترة وجيزة من زواجها من السيد إيستمان، قَدِما معًا إلى مدينة لويل، حيث أنجبا أربعة أبناء، وحيث عمل السيد إيستمان في التجارة فترةً طويلة. كان إيستمان قبل ذلك ممثلًا لدائرته في الهيئة التشريعية لولاية ماساتشوستس، ولكن مناهضته للعبودية لاحقًا لم تؤهله لتمثيل أي حزب.
أعدت إيستمان سيرة الدكتور ديو لويس وساهمت في قسم تاريخ تعليم المرأة في الولايات الشرقية، في مجلد حول عمل المرأة في أمريكا. في تويكسبيري، عملت في لجنة المدرسة وساعدت في تأسيس المكتبة العامة وجمعية تحسين القرية.

### محاضرة ومنادية بحق المرأة في الاقتراع
بدأت إيستمان تقديم المحاضرات لدعم الإصلاحات التعليمية والسياسية وغيرها، دارت محاضراتها حول مواضيع السفر والأدب، ولقيت ترحيبًا من الجمهور. في حفل استقبال في مدرسة اللاهوت التوحيدية، انخرطت مجموعة من الطلاب في نقاش وصل إلى بعض النظر في حق المرأة في الاقتراع. عند انتهاء الحفل، تجمع الطلاب وتوافقوا على توجيه الدعوة لإيستمان بهدف إبداء رأيها حول الموضوع بشكل كامل في مصلاهم، وعينوا لجنة لتوجيه الدعوة. تجمع حشد من الناس، وكان هذا أول خطاب علني لها.

## وصلات خارجية
- أعمال أو نبذة عن ماري إف إيستمان على أرشيف الإنترنت